# 华蟹蛛属
华蟹蛛属（学名：Sinothomisus）是蟹蛛科下的一个属。

## 下属物种
本属包括以下物种：
- 海南华蟹蛛 Sinothomisus hainanus (Song, 1994)
- 李氏华蟹蛛 Sinothomisus liae Tang, Yin, Griswold & Peng, 2006